# Nobuhle Mahlasela
Nobuhle Mimi Mahlasela es una actriz y modelo sudafricana. Es más conocida por participación en la serie 7de Laan.

## Biografía
Mahlasela nació el 10 de abril de 1982 en el Hospital Baragwanath en Soweto, Sudáfrica. En 1999, se matriculó en Waverley Girls High School en Johannesburgo. Luego estudió teatro en la Pretoria Technikon (actual Universidad Tecnológica de Tshwane).

## Carrera profesional
Antes de ingresar a la televisión, interpretó a u a secretaria de un anuncio interno de ABSA. En 2012, hizo su debut cinematográfico con Mad Buddies con un personaje secundario como policía de tráfico. En 2016, hizo el papel de Nthati en la película My Father's War.
Ha interpretado el papel de Aggie Ngwenya-Meintjies en la popular serie de televisión 7de Laan desde 2010.

## Filmografía
| Año           | Título          | Rol                     | Tipo                | Ref. |
| ------------- | --------------- | ----------------------- | ------------------- | ---- |
| 2010-presente | 7de Laan        | Aggie Ngwenya-Meintjies | Serie de televisión |      |
| 2012          | Mad Buddies     | Policía de tránsito     | Película            |      |
| 2016          | My Father's War | Nthati                  | Película            |      |